# كاسبار بوسنر
كاسبار بوسنر (بالألمانية: Caspar Posner) (و. 1626 – 1700 م) هو فيزيائي، وسياسي، وأستاذ جامعي ولد في غرا.
توفي في يينا ، عن عمر يناهز 74 عاماً.